# Joaquín Roncali y Ceruti
Joaquín Roncali y Ceruti, 1r marquès de Roncali, Gran d'Espanya (Cadis, 8 de setembre de 1811 – Madrid, 6 de febrer de 1875) fou un aristòcrata i polític espanyol, Ministre d'Estat abans de la revolució de 1868 que va deposar Isabel II d'Espanya.

## Biografia
Roncali era el fill petit d'Agustín de Roncali y Martínez de Murcia, Cavaller de Sant Jaume, i la seva esposa María del Carmen Ceruti y Feit. El seu germà gran fou el també polític Federico Roncali Ceruti, 1r comte d'Alcoi.
Es llicencià en dret i treballà com a regent de l'Audiència de Granada, i exercí com a ministre del Tribunal Suprem de Guerra i Marina, magistrat del Tribunal Suprem de Justícia i senador vitalici de 1863 a 1868. Entre juny de 1867 i juny de 1868 fou Ministre de Gràcia i Justícia en dos governs de Ramón María Narváez i Luis González Bravo. Entre abril i octubre de 1868 també seria Ministre d'Estat en el govern de José Gutiérrez de la Concha
Entre altres honors, va rebre el collar de cavaller de l'Orde de Carles III, cavaller gran creu de l'Orde d'Isabel la Catòlica, els grans creus de l'Orde de Pius IX, de l'Orde de Crist de Portugal, de l'Orde de la Corona de Prússia i de l'Orde de Sant Gener. El 14 de maig de 1867 va rebre de la reina Isabel II d'Espanya el marquesat de Roncali, i el 6 d'agost de 1868 el títol de Gran d'Espanya.